# 후안 바우티스타 아궤로
후안 바우티스타 아궤로(스페인어: Juan Bautista Agüero, 1935년 6월 24일 ~ 2018년 12월 27일)는 파라과이의 전 축구 선수이다.
파라과이에서 뛰던 시절은 마지막 해를 제외하곤 파라과이 프리메라 디비시온을 모두 우승했으며, 이후에는 스페인으로 건너가서 활약하였다. 또한 1958년 FIFA 월드컵에서는 예선전에서 3골을 기록하며 본선행을 이끌었고 주장으로 출전한 본선에서도 2골을 기록하였다.